# Цифровая диаспора
Цифровая диаспора (англ. Digital diaspora) («виртуальная диаспора» или «е-диаспора») представляет собой электронное сообщество мигрантов, взаимодействие и общение которых осуществляется при помощи (и на платформах) информационно-коммуникационных технологий («новых» технологий).
Хотя появление цифровых диаспор и связывают с ростом доступа к онлайн публичному контенту и активным пользованием мобильными технологиями, нужно отметить, что особенно с появлением и быстрым активным ростом платформ социальных сетей в последние несколько лет связь внутри диаспор обрела несколько иную форму. Интернет с платформами социальных сетей стал играть ключевую роль, функционируя как «место встречи» в повседневной жизни мигрантов, представляя собой развивающуюся публичную сферу для диаспор. В связи с этим увеличилось количество работ, в которых изучается отношение между такими концепциями как «диаспора», «технологии» и «миграция» (см. список литературы).
Возможности («affordances»), которые предоставляет интернет (особенно платформы социальных сетей), позволяют диаспорам не только оставаться на связи на разных уровнях (местно и глобально), но и обмениваться идеями, дискутировать, генерировать совместный контент, а также поддерживать друг другa, создавать дружественные отношения между незнакомыми людьми. Все эти действия и практики как раз и развивают цифровые диаспоры.

## Элементы
Лагуэр предлагает три необходимых элемента в качестве составляющих (социальной инфраструктуры), чтобы можно было иметь представление о цифровых диаспорах, как о части общественного строя: «иммиграция», «подключённость к информационным технологиям» и «сеть» (в значении «network of people, places, events»).

## Режимы пользования сетями
Согласно исследованиям, для создания онлайн-сообществ (с целью интеграции в принимающих странах) диаспоры часто используют Twitter, Facebook и LinkedIn. Это помогает заполнить социальную пустоту в жизни участников. Веб-сайты или блоги конкретных организаций и ассоциаций могут послужить инструментами для объединения и укрепления сообществ, а также общения, распространяя информацию о конкретной диаспоре в «принимающей стране» и в стране «происхождения».

## Проекты
Есть разные проекты и институты, занимающиеся изучением цифровых диаспор. Например, «Атлас электронных диаспор» под руководством Даны Диминеску. Атлас e-Diasporas является своего рода оригинальным экспериментом в исследованиях диаспор. В его рамках изучено и представлено в виде архива около 8000 мигрантских веб-сайтов. Русскоязычную диаспору в данном проекте изучала Оксана Моргунова. Также некоторые её выводы представлены на русском языке в статье под названием «Аспекты электронного картографирования русскоязычной диаспоры».
Есть открытые площадки для обсуждений. Например, Форум Цифрового Общества (Digital Society Forum) является одной из таких. Здесь учёные, специалисты из разных областей, другие заинтересованные лица объединяются, чтобы обсудить социальные изменения, обусловленные цифровыми технологиями. У проекта есть огромный подраздел, который называется «Мигрант на связи» (The connected migrant). В нём ставятся следующий вопросы:
- Как мигранты пользуются ИКТ?[10]
- Какие цифровые отпечатки оставляет миграция?[11]
- Выкорчеванный и на связи?[12]